# Millan Bolander
Millan Bolander, född Emilia Teresia Charlotta Jansson 15 juli 1893 i Adolf Fredriks församling, Stockholm, död där 22 mars 1985 i Oscars församling, var en svensk skådespelare.
Hon gifte sig 1921 med skådespelaren Hugo Bolander (1890–1976). De är gravsatta i Högalids kolumbarium.

## Filmografi
- 1936 – Kungen kommer
- 1936 – Ä' vi gifta?
- 1936 – Intermezzo
- 1937 – Ryska snuvan
- 1937 – Sara lär sig folkvett
- 1938 – Två år i varje klass
- 1938 – Goda vänner och trogna grannar
- 1938 – Fram för framgång
- 1938 – Dollar
- 1938 – Den stora kärleken
- 1940 – Juninatten
- 1941 – Göranssons pojke
- 1941 – Fröken Vildkatt
- 1941 – Dunungen
- 1942 – Flickan i fönstret mitt emot
- 1942 – En trallande jänta
- 1942 – Gula kliniken
- 1942 – Ta hand om Ulla
- 1943 – I brist på bevis
- 1943 – Det spökar, det spökar ...
- 1944 – Räkna de lyckliga stunderna blott
- 1944 – Skogen är vår arvedel
- 1945 – Svarta rosor
- 1945 – Moderskapets kval och lycka
- 1949 – Människors rike
- 1952 – Snurren direkt
- 1955 – Finnskogens folk

## Teater

### Roller
| År   | Roll              | Produktion                                                                                  | Regi            | Teater            |
| ---- | ----------------- | ------------------------------------------------------------------------------------------- | --------------- | ----------------- |
| 1927 |                   | Storkens vikarie (Baby Mine) Margaret Mayo                                                  | Hugo Bolander   | Lilla Folkteatern |
| 1927 |                   | Paradiset Anders Asping                                                                     |                 | Lilla Folkteatern |
| 1928 | Maritta Majo      | Hennes partner Urban Orbi                                                                   | Hugo Bolander   | Lilla Folkteatern |
| 1928 | Diane Duval       | Duvals skilsmässa (Les Surprises du divorce) Alexandre Bisson och Antony Mars               | Hugo Bolander   | Lilla Folkteatern |
| 1928 | Margit            | Sol och vår Urban Orbi                                                                      | Hugo Bolander   | Lilla Folkteatern |
| 1929 | Ruth Zillver      | Handen Åke Sundborg                                                                         | Hugo Bolander   | Lilla Folkteatern |
| 1929 | Renée Holck       | Skrivmaskinsfröken Fredrik Lindholm                                                         | Hugo Bolander   | Lilla Folkteatern |
| 1929 | Hilma Palm        | Aldrig i livet Gustaf af Geijerstam                                                         | Hugo Bolander   | Lilla Folkteatern |
| 1929 | Signora Monti     | Parsängarna (Twin Beds) Edward Salisbury Field och Margaret Mayo                            | Hugo Bolander   | Lilla Folkteatern |
| 1930 | Marcella          | Barn på nytt (Some Baby!) Zellah Covington och Jules Simonson                               | Hugo Bolander   | Lilla Teatern     |
| 1930 |                   | Nattgreven av Monte Christo (Auch ich war ein Jüngling) Max Neal och Max Ferner             | Hugo Bolander   | Lilla Teatern     |
| 1931 | Paula             | Tillökning i familjen (Das Baby) Hans Stürm och Fritz Jakobstetter                          | Hugo Bolander   | Lilla Teatern     |
| 1931 | Vivian Leiter     | Vissa saker och ting (Her First Affair) Merrill Rogers                                      | Hugo Bolander   | Lilla Teatern     |
| 1931 | Pettie            | Sängkamraten (Pettie Darling) Margaret Mayo                                                 | Hugo Bolander   | Lilla Teatern     |
| 1932 | Pamela            | Stackars John Anthony L. Ellis                                                              | Hugo Bolander   | Lilla Teatern     |
| 1932 | Stella            | Hustru mins familj (My Wife’s Family) Hal Stephens och Harry B. Linton                      | Hugo Bolander   | Lilla Teatern     |
| 1932 | Berta Warren      | Gå och lägg dig, Tonny! (The Girl in the Limousine) Wilson Collison och Avery Hopwood       | Hugo Bolander   | Lilla Teatern     |
| 1933 | Helga Ritter      | Hurra, en pojke (Hurra, ein Junge) Franz Arnold och Ernst Bach                              | Hugo Bolander   | Lilla Teatern     |
| 1933 |                   | Storkens vikarie (Baby Mine) Margaret Mayo                                                  | Hugo Bolander   | Lilla Teatern     |
| 1933 | Sylva-Beata       | Fröken Jutta från Calcutta (Die Familie Hannemann) Max Reimann och Otto Schwartz            | Hugo Bolander   | Lilla Teatern     |
| 1933 | Corolaria Caro    | Älskarinna önskas Gunnar Malmberg                                                           | Hugo Bolander   | Lilla Teatern     |
| 1933 |                   | Parsängarna (Twin Beds) Edward Salisbury Field och Margaret Mayo                            | Hugo Bolander   | Lilla Teatern     |
| 1934 |                   | Allt för Marion (Alles für Marion!) Peter Hell                                              | Hugo Bolander   | Lilla Teatern     |
| 1934 | Aina Hallman      | Tre jungfrur i ett harem A Gabelius                                                         |                 | Lilla Teatern     |
| 1934 | Judith Mainwaring | En ungkarls moral (The Morals of Marcus Ordeyne) William Locke                              | Hugo Bolander   | Lilla Teatern     |
| 1935 | Emilia            | Gatungen (Scampolo) Dario Niccodemi                                                         | Hugo Bolander   | Lilla Teatern     |
| 1935 | Mandis Janson     | Oss flickor emellan Urban Orbi                                                              | Hugo Bolander   | Lilla Teatern     |
| 1935 | Laetitia Gibber   | En tusan till flicka (Mädel von heute) Gustav Davis                                         | Hugo Bolander   | Lilla Teatern     |
| 1935 | Janet Larue       | Sådant händer i de bästa familjer (In the Best of Families) Anita Hart och Maurice Braddell | Hugo Bolander   | Lilla Teatern     |
| 1935 |                   | I natt eller aldrig Urban Orbi                                                              |                 | Lilla Teatern     |
| 1936 | Henrietta Travers | Ungkarlsbruden (The Bride) Stuart Oliver och George M. Middleton                            | Hugo Bolander   | Lilla Teatern     |
| 1936 |                   | Barn på nytt (Some Baby!) Zellah Covington och Jules Simonson                               | Hugo Bolander   | Lilla Teatern     |
| 1936 | Fru Morris Willox | Den farliga åldern Ludwig Hirschfeld                                                        | Hugo Bolander   | Lilla Teatern     |
| 1937 | Stephanie Popinot | Ungdomen kommer med åren (Vintage Wine) Seymour Hicks och Ashley Dukes                      | Gunnar Tolnæs   | Vasateatern       |
| 1941 |                   | Han som kom till middag (The Man Who Came to Dinner) George S. Kaufman och Moss Hart        | Martha Lundholm | Vasateatern       |

### Fotnoter
1. ↑  ”Millan Bolander”. Svensk Filmdatabas. https://www.svenskfilmdatabas.se/sv/item/?type=person&itemid=60216. Läst 20 oktober 2012.
2. ↑  Vigda i Malmö 12 februari 1921, annons i Dagens Nyheter 17 februari 1921 sid.2
3. ↑  ”SvenskaGravar”. Arkiverad från originalet den 14 november 2018. https://web.archive.org/web/20181114224309/https://www.svenskagravar.se/gravsatt/73872644. Läst 14 november 2018.
4. ↑  ”Teater och Musik: Vid tisdagens premiär”. Dagens Nyheter:  s. 7. 19 april 1927. https://arkivet.dn.se/tidning/1927-04-19/104/7. Läst 6 augusti 2025.
5. ↑  ”Teater och Musik: Lilla Folkteatern”. Dagens Nyheter:  s. 9. 28 november 1927. https://arkivet.dn.se/tidning/1927-11-28/324/9. Läst 6 augusti 2025.
6. ↑  ”Hennes partner”. Musik- och Teaterverket. https://calmview.musikverk.se/CalmView/Record.aspx?src=CalmView.Performance&id=P13020&pos=14. Läst 25 juli 2025.
7. ↑  ”Scen och Film: Vid Lilla Folkteaterns premiär”. Dagens Nyheter:  s. 11. 25 oktober 1928. https://arkivet.dn.se/tidning/1928-10-25/292/11. Läst 6 augusti 2025.
8. ↑  ”Sol och vår”. Musik- och Teaterverket. https://calmview.musikverk.se/CalmView/Record.aspx?src=CalmView.Performance&id=P13022&pos=15. Läst 25 juli 2025.
9. ↑  ”Handen”. Musik- och Teaterverket. https://calmview.musikverk.se/CalmView/Record.aspx?src=CalmView.Performance&id=P13023&pos=16. Läst 25 juli 2025.
10. ↑  ”Scen och Film: Lyckade program på de mindre teatrarna”. Dagens Nyheter:  s. 9. 4 februari 1929. https://arkivet.dn.se/tidning/1929-02-04/34/9. Läst 6 augusti 2025.
11. ↑  ”Scen och Film”. Dagens Nyheter:  s. 11. 3 maj 1929. https://arkivet.dn.se/tidning/1929-05-03/119/11. Läst 6 augusti 2025.
12. ↑  ”Scen och Film: Lilla Folkteatern”. Dagens Nyheter:  s. 9. 25 september 1929. https://arkivet.dn.se/tidning/1929-09-25/261/9. Läst 6 augusti 2025.
13. ↑  -son (28 september 1929). ”Scen och Film: 'Aldrig i livet' på Lilla Folkteatern”. Dagens Nyheter:  s. 12. https://arkivet.dn.se/tidning/1929-09-28/264/12. Läst 6 augusti 2025.
14. ↑  ”Scen och Film: Lilla Folkteatern”. Dagens Nyheter:  s. 13. 5 november 1929. https://arkivet.dn.se/tidning/1929-11-05/302/13. Läst 6 augusti 2025.
15. ↑  ”Barn på nytt”. Musik- och Teaterverket. https://calmview.musikverk.se/CalmView/Record.aspx?src=CalmView.Performance&id=PERF14496&pos=14. Läst 25 juli 2025.
16. ↑  Oscar Rydqvist (31 augusti 1930). ”Teater-Musik och Film: 'Barn på nytt'”. Dagens Nyheter:  s. 14. https://arkivet.dn.se/tidning/1930-08-31/235/14. Läst 26 juli 2025.
17. ↑  ”Teater-Musik och Film: Lilla folkteatern”. Dagens Nyheter:  s. 14. 16 december 1930. https://arkivet.dn.se/tidning/1930-12-16/342/14. Läst 26 juli 2025.
18. ↑  ”Tillökning i familjen”. Musik- och Teaterverket. https://calmview.musikverk.se/CalmView/Record.aspx?src=CalmView.Performance&id=PERF14497&pos=15. Läst 25 juli 2025.
19. ↑  ”Teater-Musik och Film”. Dagens Nyheter:  s. 14. 1 september 1931. https://arkivet.dn.se/tidning/1931-09-01/236/14. Läst 26 juli 2025.
20. ↑  ”Sängkamraten”. Musik- och Teaterverket. https://calmview.musikverk.se/CalmView/Record.aspx?src=CalmView.Performance&id=PERF14498&pos=16. Läst 25 juli 2025.
21. ↑  ”Stackars John!”. Musik- och Teaterverket. https://calmview.musikverk.se/CalmView/Record.aspx?src=CalmView.Performance&id=PERF14499&pos=17. Läst 25 juli 2025.
22. ↑  ”Hustru mins familj”. Musik- och Teaterverket. https://calmview.musikverk.se/CalmView/Record.aspx?src=CalmView.Performance&id=PERF14500&pos=18. Läst 25 juli 2025.
23. ↑  ”Gå och lägg dig, Tonny!”. Musik- och Teaterverket. https://calmview.musikverk.se/CalmView/Record.aspx?src=CalmView.Performance&id=PERF14501&pos=19. Läst 25 juli 2025.
24. ↑  ”Hurra! En pojke!!”. Musik- och Teaterverket. https://calmview.musikverk.se/CalmView/Record.aspx?src=CalmView.Performance&id=PERF14502&pos=20. Läst 25 juli 2025.
25. ↑  ”Teater Musik Film: Lilla teatern”. Dagens Nyheter:  s. 12. 30 mars 1933. https://arkivet.dn.se/tidning/1933-03-30/86/12. Läst 26 juli 2025.
26. ↑  ”Fröken Jutta från Calcutta”. Musik- och Teaterverket. https://calmview.musikverk.se/CalmView/Record.aspx?src=CalmView.Performance&id=PERF14503&pos=21. Läst 25 juli 2025.
27. ↑  ”Älskarinna önskas”. Musik- och Teaterverket. https://calmview.musikverk.se/CalmView/Record.aspx?src=CalmView.Performance&id=PERF14504&pos=22. Läst 25 juli 2025.
28. ↑  Torsten Florén (4 november 1933). ”Teater Musik Film: Svenskt original på Lillan”. Dagens Nyheter:  s. 10. https://arkivet.dn.se/tidning/1933-11-04/300/10. Läst 26 juli 2025.
29. ↑  ”Teater Musik Film: Lillan”. Dagens Nyheter:  s. 9. 27 november 1933. https://arkivet.dn.se/tidning/1933-11-27/323/9. Läst 26 juli 2025.
30. ↑  ”Teater Musik Film: Lilla teatern”. Dagens Nyheter:  s. 9. 18 januari 1934. https://arkivet.dn.se/tidning/1934-01-18/16/9. Läst 1 augusti 2025.
31. ↑  ”Tre jungfrur i ett harem”. Musik- och Teaterverket. https://calmview.musikverk.se/CalmView/Record.aspx?src=CalmView.Performance&id=PERF14505&pos=23. Läst 25 juli 2025.
32. ↑  ”En ungkarls moral”. Musik- och Teaterverket. https://calmview.musikverk.se/CalmView/Record.aspx?src=CalmView.Performance&id=PERF14506&pos=24. Läst 25 juli 2025.
33. ↑  Åb. (15 september 1934). ”Teater Musik Film: Lilla teaterns premiär”. Dagens Nyheter:  s. 9. https://arkivet.dn.se/tidning/1934-09-15/250/9. Läst 1 augusti 2025.
34. ↑  ”Gatungen”. Musik- och Teaterverket. https://calmview.musikverk.se/CalmView/Record.aspx?src=CalmView.Performance&id=PERF14507&pos=25. Läst 25 juli 2025.
35. ↑  ”Oss flickor emellan”. Musik- och Teaterverket. https://calmview.musikverk.se/CalmView/Record.aspx?src=CalmView.Performance&id=PERF14509&pos=27. Läst 25 juli 2025.
36. ↑  Åb. (16 mars 1935). ”Teater Musik Film: Svensk lustspelspremiär på Lillan”. Dagens Nyheter:  s. 9. https://arkivet.dn.se/tidning/1935-03-16/74/9. Läst 1 augusti 2025.
37. ↑  ”En tusan till flicka”. Musik- och Teaterverket. https://calmview.musikverk.se/CalmView/Record.aspx?src=CalmView.Performance&id=PERF14510&pos=28. Läst 25 juli 2025.
38. ↑  Göran Traung (1 september 1935). ”Teater Musik Film: 'En tusan till flicka' på Lilla teatern”. Dagens Nyheter:  s. 13. https://arkivet.dn.se/tidning/1935-09-01/237/13. Läst 1 augusti 2025.
39. ↑  ”Sådant händer i de bästa famlijer”. Musik- och Teaterverket. https://calmview.musikverk.se/CalmView/Record.aspx?src=CalmView.Performance&id=PERF14511&pos=29. Läst 25 juli 2025.
40. ↑  ”Teater Musik Film: Lilla teatern”. Dagens Nyheter:  s. 10. 28 november 1935. https://arkivet.dn.se/tidning/1935-11-28/325/12. Läst 1 augusti 2025.
41. ↑  ”Teater Musik Film: Lilla teatern”. Dagens Nyheter:  s. 9. 23 januari 1936. https://arkivet.dn.se/tidning/1936-01-23/21b/9. Läst 1 augusti 2025.
42. ↑  ”Teater Musik Film: 'Ungkarlsbruden'”. Dagens Nyheter:  s. 9. 25 januari 1936. https://arkivet.dn.se/tidning/1936-01-25/23/9. Läst 1 augusti 2025.
43. ↑  ”Teater Musik Film: Lilla teatern”. Dagens Nyheter:  s. 10. 17 mars 1936. https://arkivet.dn.se/tidning/1936-03-17/75/10. Läst 1 augusti 2025.
44. ↑  ”Den farliga åldern”. Musik- och Teaterverket. https://calmview.musikverk.se/CalmView/Record.aspx?src=CalmView.Performance&id=PERF14512&pos=30. Läst 25 juli 2025.
45. ↑  Göran Traung (9 april 1936). ”Teater Musik Film: Lilla teatern”. Dagens Nyheter:  s. 12. https://arkivet.dn.se/tidning/1936-04-09/97/12. Läst 1 augusti 2025.
46. ↑  ”Ungdomen kommer med åren”. Musikverket. http://calmview.musikverk.se/CalmView/Record.aspx?src=CalmView.Performance&id=PERF14227&pos=402. Läst 30 april 2016.
47. ↑  ”Teater Musik Film: Vasan sätter igång.”. Dagens Nyheter:  s. 9. 19 september 1941. https://arkivet.dn.se/tidning/1941-08-26/230/9. Läst 17 december 2021.